# Toerisme in Tibet

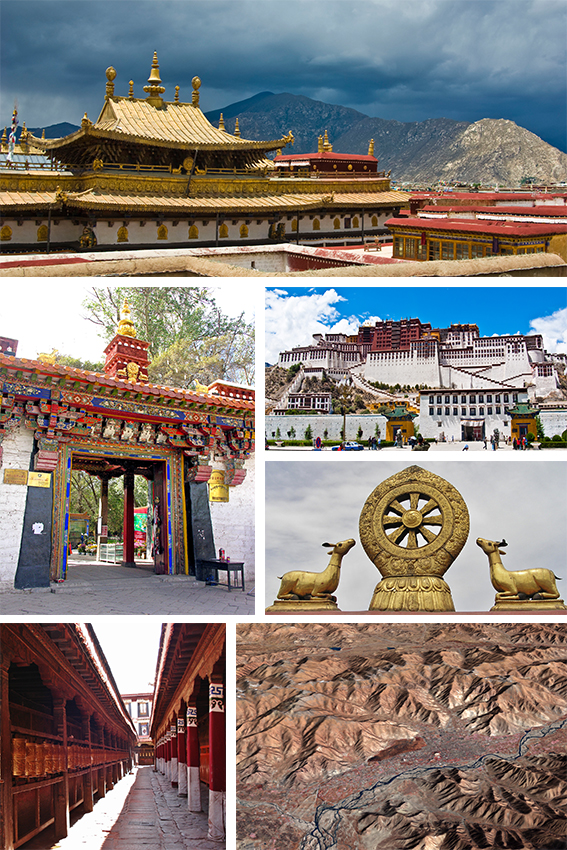
Lhasa

Toerisme in Tibet betreft in het bijzonder het toerisme naar de Tibetaanse Autonome Regio (TAR). De belangrijkste trekpleisters zijn de Tibetaans boeddhistische kloosters en religieuze oorden van betekenis, de grote steden zoals Lhasa, Shigatse en Gyantse en het natuurschoon van het Tibetaans Hoogland en de Himalaya.

## Trekpleisters

### Boeddhisme

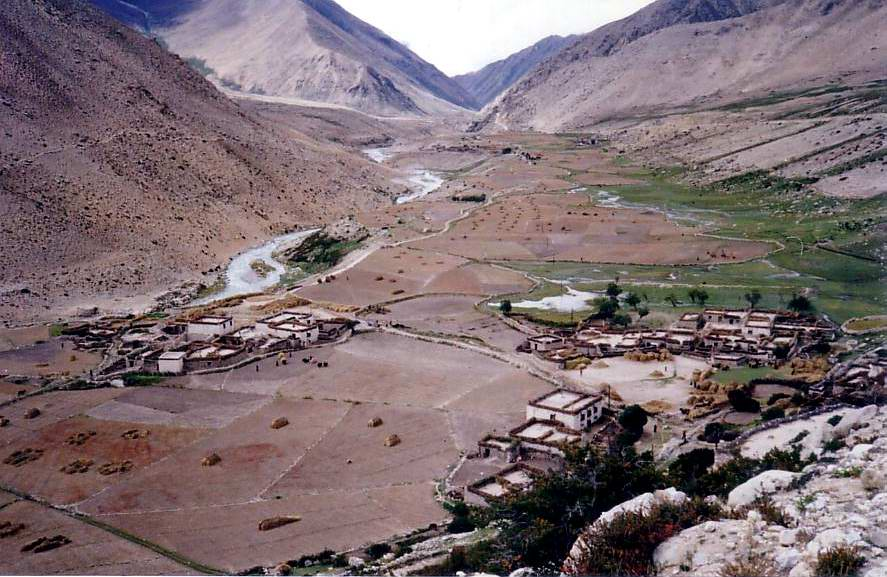
De gompa Pelgyeling bij de grot van Milarepa

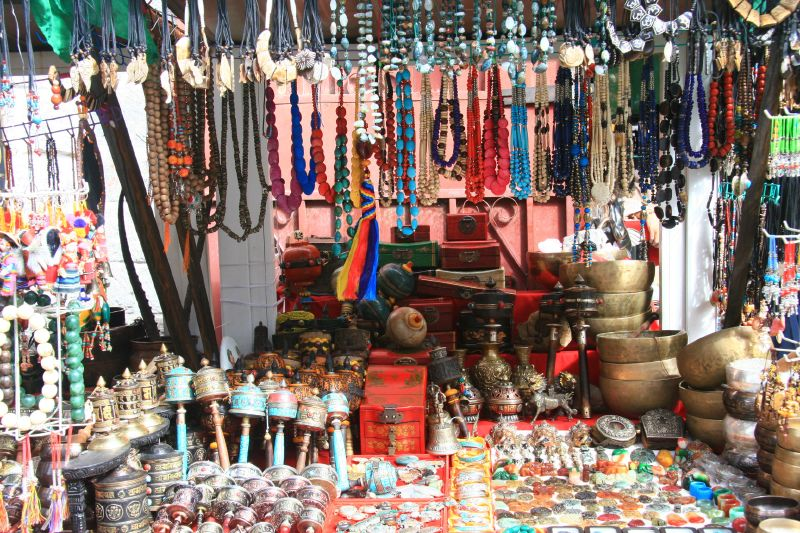
Souvenirkraam in Lhasa

De Tibetaanse toeristenindustrie trekt voor een deel toeristen aan die geïnteresseerd zijn in het Tibetaans boeddhisme. Tijdens de Culturele Revolutie (1966-1976) werden vele honderden Tibetaanse kloosters verwoest, waarvan er sindsdien enkele tientallen weer zijn herbouwd. Ook zijn er talrijke plekken met een boeddhistische betekenis, zoals de Grot van Milarepa.
Verder zijn er door de gehele regio allerlei legendarische kloosters, zoals de beroemde klooster Kumbum in het oosten van Tibet en Ganden op de berg Wangbur in midden van de Tibetaanse Autonome Regio. Ander kloosters zijn bijvoorbeeld Lamaling in de prefectuur Nyingtri en Samye in de prefectuur Lhokha (Shannan)
Kloosters buiten de TAR zijn bijvoorbeeld Labrang in de provincie Gansu, Gongchen en Kathog in Sichuan en Surmang in Qinghai.

### Steden

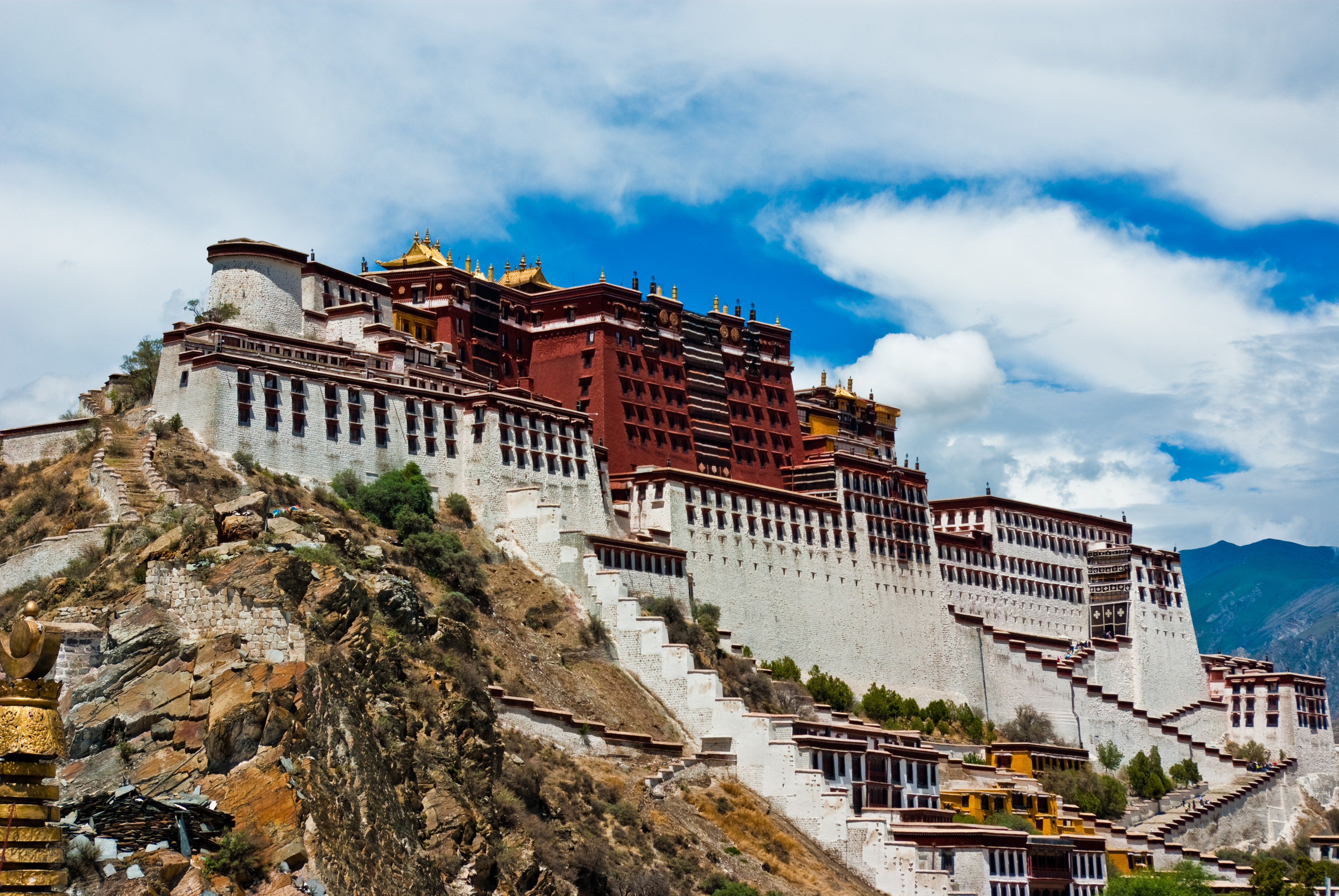
Het Potala-paleis in Lhasa was het winterpaleis van de dalai lama

Onder de steden in de hoofdstad Lhasa de belangrijkste trekpleister. De stad kent enkele paleizen, zoals het Potala, voormalig winterpaleis van de dalai lama en het zomerpaleis Norbulingka. Verder staat er in de stad de Jokhang-tempel, een van de beroemdste boeddhistische kloosters en mogelijk de belangrijkste strekpleister van Lhasa. Deze tempel werd in 647 door de koning van Tibet Songtsen Gampo gebouwd. Al deze drie gebouwen staan op de Werelderfgoedlijst. Andere kloosters in Lhasa zijn het grote complex van Sera, Ramoche en Nechung en een beroemde klooster nabij Lhasa zijn Drepung en Yerpa. Enkele bekende buurten zijn de Lingkhor en Barkhor.
De een na grootste stad van Tibet is Shigatse (Xigazê). Hier is sinds het jaar 1447 het klooster Tashilhunpo gevestigd, dat eeuwenlang de zetel is geweest van de pänchen lama. In de stad die aan de voet van de Mount Everest ligt, staat verder de van Dzong van Shigatse. De op drie na grootste stad is Gyantse. Hier staat het klooster Palcho en het fort Gyantse dat een belangrijke rol speelde in de Britse Veldtocht in Tibet in 1903-04.
Andere steden van belang zijn Tsetang, Chamdo, Bayi, Shiquanhe en Nagchu.

### Landschap, flora en fauna

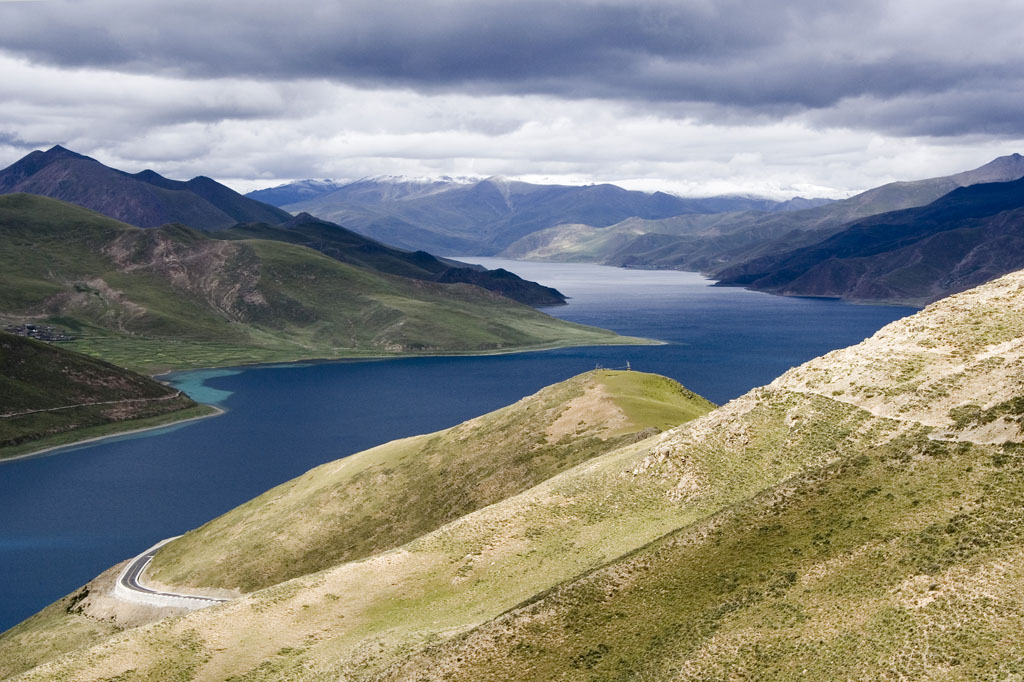
Het Yamdrok-meer

Het Tibetaans Hoogland en de Himalaya kent indrukwekkende landschappen met een karakteristiek flora en fauna die tot Centraal-Azië behoren.
Enkele belangrijke trekpleisters zijn de meren Namtso en Yamdrok, maar ook de bergtoppen van de Mount Everest, Makalu en Lhotse.

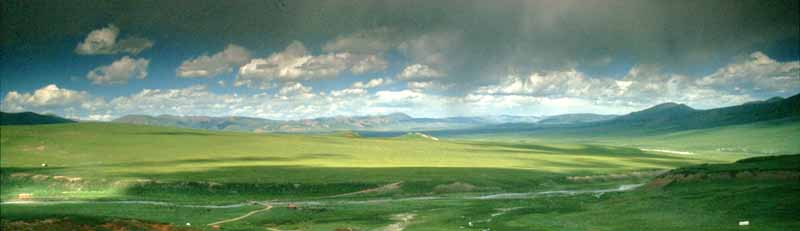
Tibetaans Hoogland in Yarmothang, aan de oostelijke uitloper van de Changthang

## Voorbereidingen

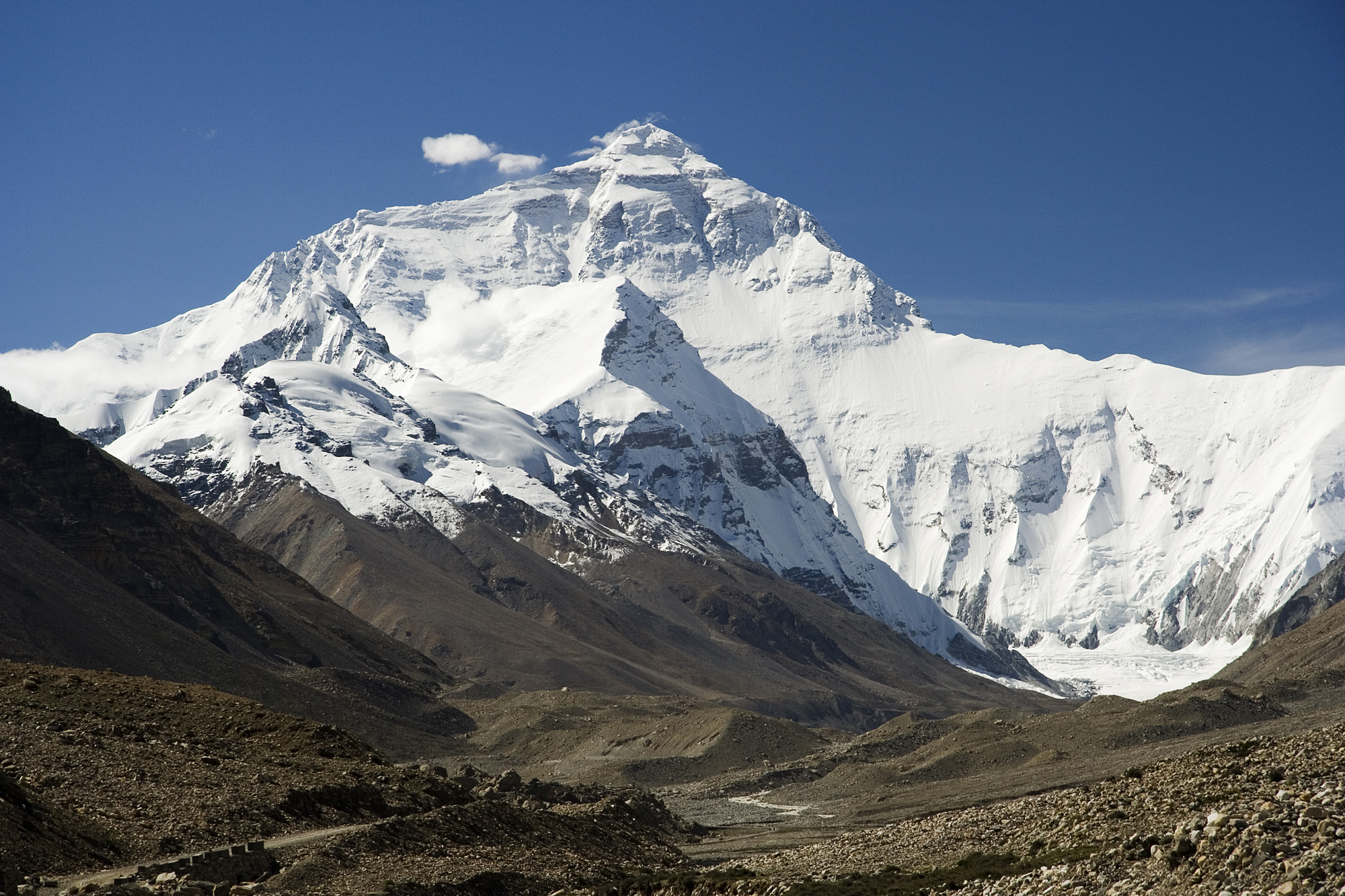
Mount Everest

### Hoogteverschil
Door de buitengewone klimatologische omstandigheden in vergelijking tot bijvoorbeeld het klimaat in België en Nederland zijn er voor Tibet andere voorbereidingen nodig dan voor een gemiddeld ander vakantieland.
Vanwege de hoge ligging is er in Tibet minder zuurstof in de lucht; wanneer er inspannende activiteiten gepland zijn, wordt aangeraden voor de start eerst enkele dagen te acclimatiseren. In de eerste uren na aankomst is het bijvoorbeeld niet ongewoon opzwellingen over het gehele lichaam te voelen, de palm van de hand donker te zien kleuren en hoofdpijn te hebben.
Tijdens de reis wordt aangeraden:
- Altijd warme kleding bij de hand te hebben;
- Een hoofddeksel en een zonnebril te dragen en zich in te smeren met zonnebrandcrème;
- Het douchen te beperken, bijvoorbeeld tot vijf minuten, om niet ziek te worden;
- Niet naar de hoogvlakte te reizen wanneer men verkouden is;
- Flessenlucht, die ter plekke in winkels wordt verkocht, bij zich te hebben;
- Te veel lichaamsbeweging te voorkomen; met een stukje hardlopen kan iemand al buiten adem zijn;
- Niet te slapen tijdens het stijgen in de auto of een bus;
- Het raam 's nachts lichtelijk open te laten.

### Visum en formaliteiten
Toeristen die naar Tibet willen reizen, moeten zich melden bij de Chinese ambassade van hun land of het consulaat van hun regio. Er moet worden gereisd in groepen van minimaal vijf personen en de reis moet worden georganiseerd door een reisagentschap. Per persoon is naast het Chinese visum een speciale vergunning vereist voor reizen naar Tibet. De Tibet Permit. Deze vergunning geeft niet alleen toegang tot Tibet maar is ook nodig bij het aanschaffen van een vliegticket naar Lhasa. De Tibet Permit wordt aangevraagd bij het toeristenbureau van de Tibetaanse Autonome Regio van de Volksrepubliek China. Groepen kunnen ook vertrekken vanuit bijvoorbeeld Kathmandu in Nepal. Wil je ook buiten Lhasa in de Tibet Autonomous Region (TAR) reizen, dan moet je naast de Tibet Permit ook de zogenaamde Aliens’ Travel Permit aanschaffen (en de Military Permit als je naar militair gevoelige locaties binnen de TAR wilt reizen). Het Tibet Permit moet minstens 10 dagen voor aankomst in Lhasa aangevraagd worden en in ieder geval geregeld zijn voor aankomst in Lhasa. De kosten van de vergunning bedragen tussen de 5 en 10 Euro. Deze vergunningen samen worden in de volksmond ook wel het Tibet visum genoemd.

## Aantallen bezoekers
Sinds de opening van Tibet voor buitenlanders in 1979 is het toerisme in de decennia erna sterk gestegen, van enkele honderden in 1980 tot uiteindelijk meer dan een miljoen sinds 2004, waarvan het merendeel uit China zelf komt. Rond 2005 gaven lokale autoriteiten aan te streven naar meer dan 10 miljoen bezoekers vanaf 2020, waarvan 10% uit het buitenland wordt verwacht..
Permits waren aanvankelijk echter duur en de toeristen mochten zich niet buiten daarvoor bestemde gebieden begeven. Deze gebieden liggen vooral rond de hoofdstad Lhasa.

### Spanningen
Van 1987-1993 en in 2008 liep het toerisme sterk terug vanwege de grote spanningen die er op dat moment in Tibet gaande waren.
Zo kwamen er bijvoorbeeld 43.000 bezoekers naar Tibet in 1987, aan het begin van de jaren van opstand in Tibet (1987-1993). In 1989, het hoogtepunt van de rellen in die jaren, was het aantal bezoekers inmiddels teruggelopen naar 3000. In dat jaar werd de noodtoestand afgekondigd en werden journalisten het land uitgezet.
Hierna nam het toerisme weer sterk toe tot de opstand in Tibet (2008). China maakte zich dat jaar op voor de Olympische Spelen in Peking en werd naast de opstanden in Tibet geconfronteerd met een verstoorde fakkeltocht. Iets meer dan een week na de Dag van de Tibetaanse Opstand sloten de autoriteiten van 19 maart tot 2008 Tibet opnieuw af voor toeristen en journalisten. Maar ook in het jaar erna werd Tibet streng bewaakt tijdens de 50-jarige herdenking van de opstand in Tibet van 1959 en werden toeristen de toegang ontzegd vanaf 24 februari 2009 tot na de opstandsdag van 10 maart.

### Economische aspecten

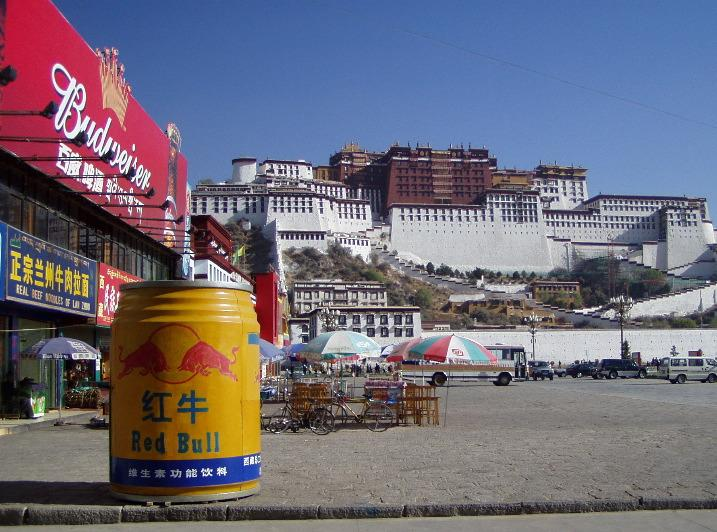
Potala en Budweiser

Het toerisme is een belangrijke bron van inkomsten die wordt gebruikt voor het moderniseren van de regio en het openen van de rest van het land.
De economie van Tibet die eind jaren 2000 inmiddels sterk afhankelijk was van het toerisme, had sterk te lijden onder de rellen van de jaren 2008-2009 volgens de burgemeester van Lhasa, Doje Cezhug. In vergelijking tot 2007 was het toerisme in 2008 met meer dan de helft gedaald, wat dat jaar nog altijd goed was voor 1,35 miljoen bezoekers.
De Chinese industrie produceert veel van de souvenirs in serie voor de handwerkwinkeltjes, waar nep en authentieke Boeddhabeeldjes en andere relikwieën door elkaar heen worden verkocht, zoals Tibetaans wierook, gebedsvlaggen, gebedsmolens, enz. Ook zijn er de nep-T-shirts van bekende merken en gekopieerde dvd's van Westerse artiesten te vinden.

## Aanpassingen aan de infrastructuur

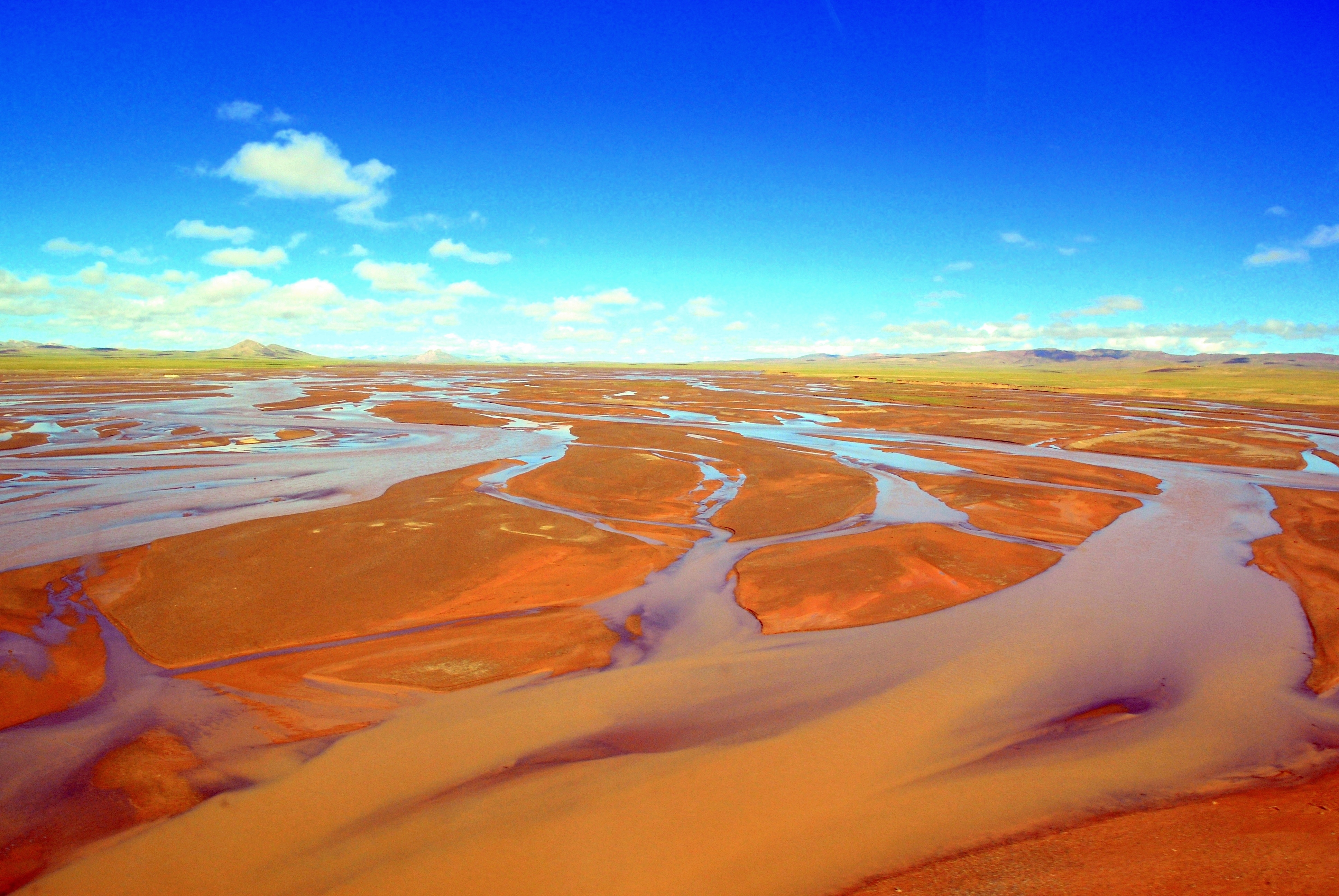
Jangtsekiang, vanaf de eerste brug op de Peking-Lhasa-spoorlijn

Enerzijds vrezen organisaties als de UNESCO, specialistische reisbureaus en Tibetaanse organisaties in ballingschap dat veel van de Tibetaanse cultuur verloren zal gaan door de sterkte toename, waaronder enkele Werelderfgoederen, het milieu en de Tibetaanse volksaard. Anderen zeggen dat Tibet inmiddels onherstelbaar beschadigd is en dat massale bouw van hotels en exploitatie van het land goedkoop en Disney-achtig is geworden. Om deze reden riep de veertiende dalai lama al meermaals op om juist naar Tibet te reizen om met eigen ogen te zien hoe Tibet veranderd is.
China voerde sinds de opening van Tibet enkele grote infrastructurele projecten door. Onder meer werd sinds 1984 de Peking-Lhasa-spoorlijn aangelegd die in 2006 werd geopend. Deze spoorweg vervoert jaarlijks rond 400.000 passagiers. Verder werden enkele vliegvelden aangelegd. Vliegverkeer werd sinds 28 mei 2006 van mogelijk met onder meer KLM naar Internationale Luchthaven Chengdu Shuangliu en van daaruit naar de luchthaven Lhasa Gonggar. Andere vliegvelden zijn Luchthaven Chamdo Bangda, Luchthaven Ngari Kunsha en Luchthaven Nyingtri. Permits voor een vliegreis zijn goedkoper dan wanneer er per land gereisd wordt.